# The Joy Formidable
The Joy Formidable je velšská hudební skupina. Vznikla po rozpadu skupiny Sidecar Kisses, ve které působili zpěvačka a kytaristka Ritzy Bryan a baskytaristka Rhydian Dafydd. Ke dvojice se přidal bubeník Justin Stahley, kterého později (2009) nahradil Matthew James Thomas. Svůj první singl nazvaný „Austere“ skupina vydala v červenci roku 2008. V prosinci 2008 skupině vyšlo osmipísňové EP nazvané A Balloon Called Moaning. V lednu 2011 vyšla první dlouhohrající deska The Big Roar následovaná o dva roky novějším albem Wolf's Law. Další album nazvané Hitch vyšlo v březnu roku 2016.

## Diskografie
- The Big Roar (2011)
- Wolf's Law (2013)
- Hitch (2016)
- Aaarth (2018)
- Into the Blue (2021)